# Vliegersmonument

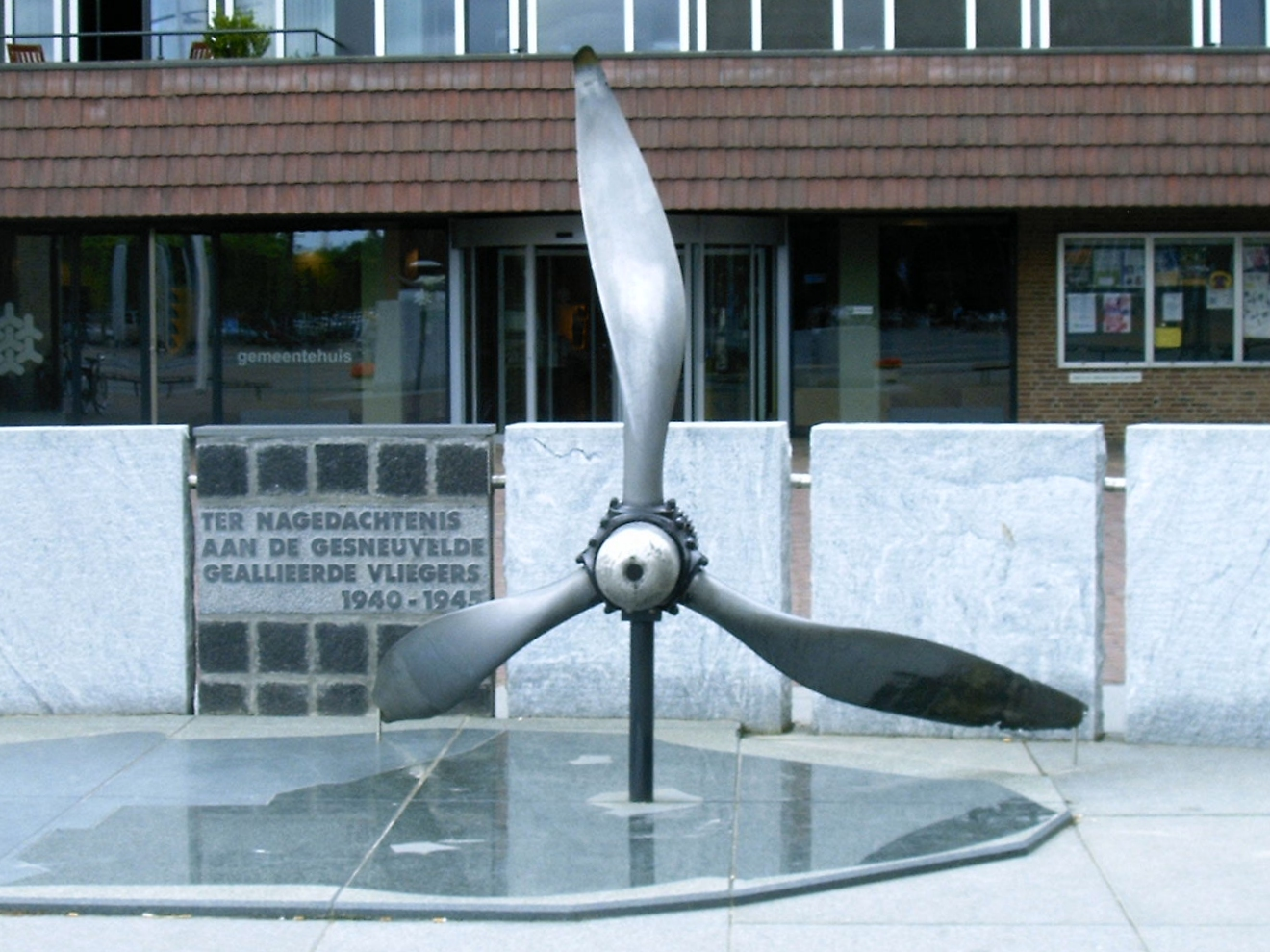
Het monument

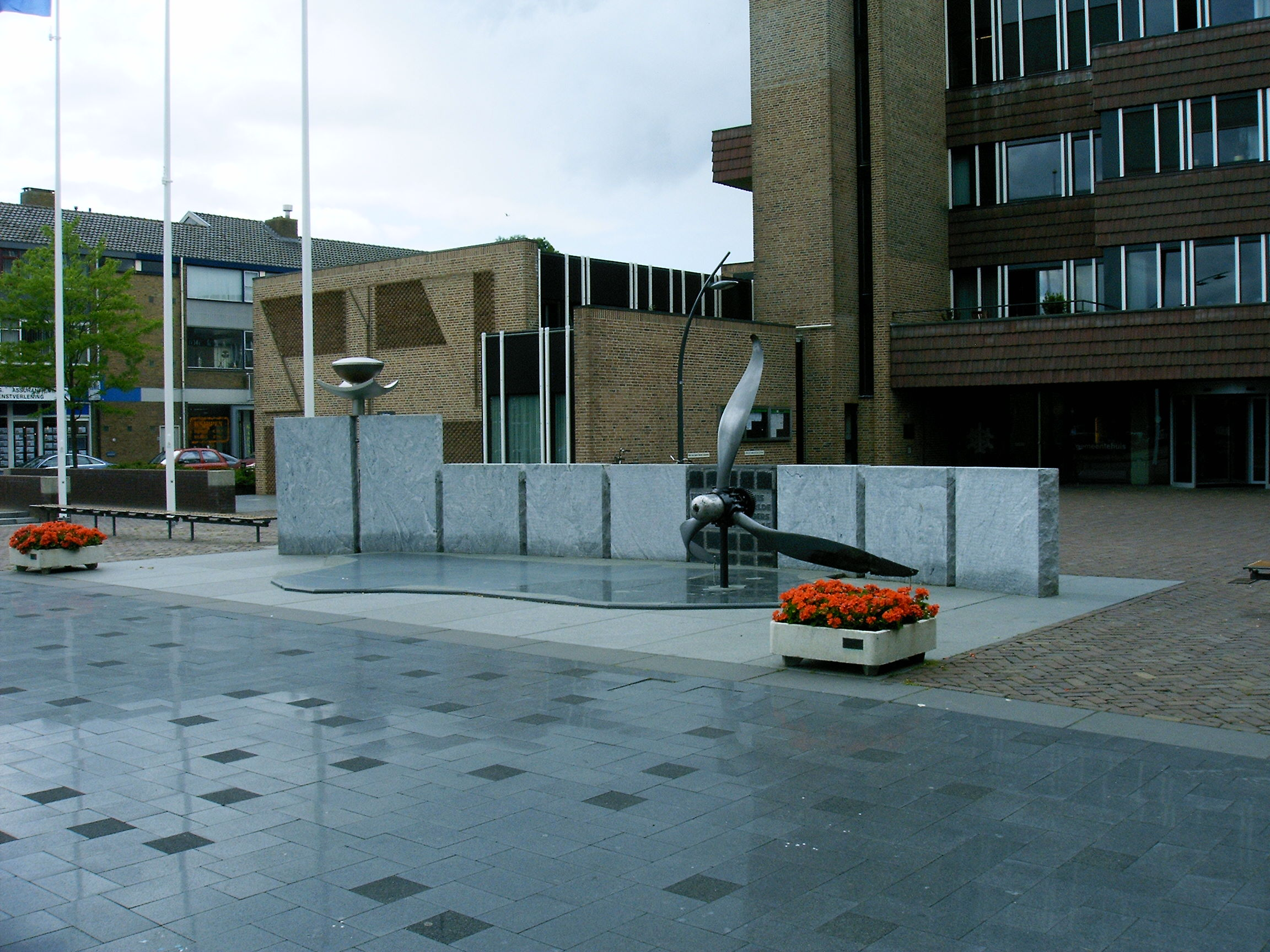

Het Vliegersmonument is een oorlogsmonument in Dronten.

## Geschiedenis
Het monument is door de gemeente opgericht ter nagedachtenis aan de slachtoffers van de vele vliegtuigen die boven het IJsselmeer zijn neergeschoten door de Duitse bezetter tijdens de Tweede Wereldoorlog. Het monument werd op 4 mei 1965 onthuld. Toen bestond het enkel nog uit een gedenkmuur. Pas in 1980 is er in bijzijn van Bill Pingle (de enige overlevende van het neergestorte vliegtuig) de propeller geplaatst. In het bijzijn van Pingle zijn ook zeven straten in Dronten vernoemd naar de bemanningsleden van het vliegtuig.

## Beschrijving
Het monument bestaat uit een gedenkmuur van 2,5 meter breed met daarin een plaquette bevestigd met de tekst Ter nagedachtenis aan de gesneuvelde geallieerde vliegers. Voor het monument staat een propeller van de Britse Avro Lancaster ED 357 van het 12e squadron, die is neergehaald boven de plek waar nu het gemeentehuis staat. 